# Tramway d'Annecy
 (novembre 2021).
Ne doit pas être confondu avec Tramway d'Annecy à Thônes.
Le tramway d'Annecy est un projet de ligne de tramway desservant Annecy et son agglomération, en France, en Haute-Savoie. Après des décennies de propositions et débats, l'un des projets proposés — à une seule ligne — est retenu par le conseil communautaire du Grand Annecy le 18 novembre 2021.

## Histoire

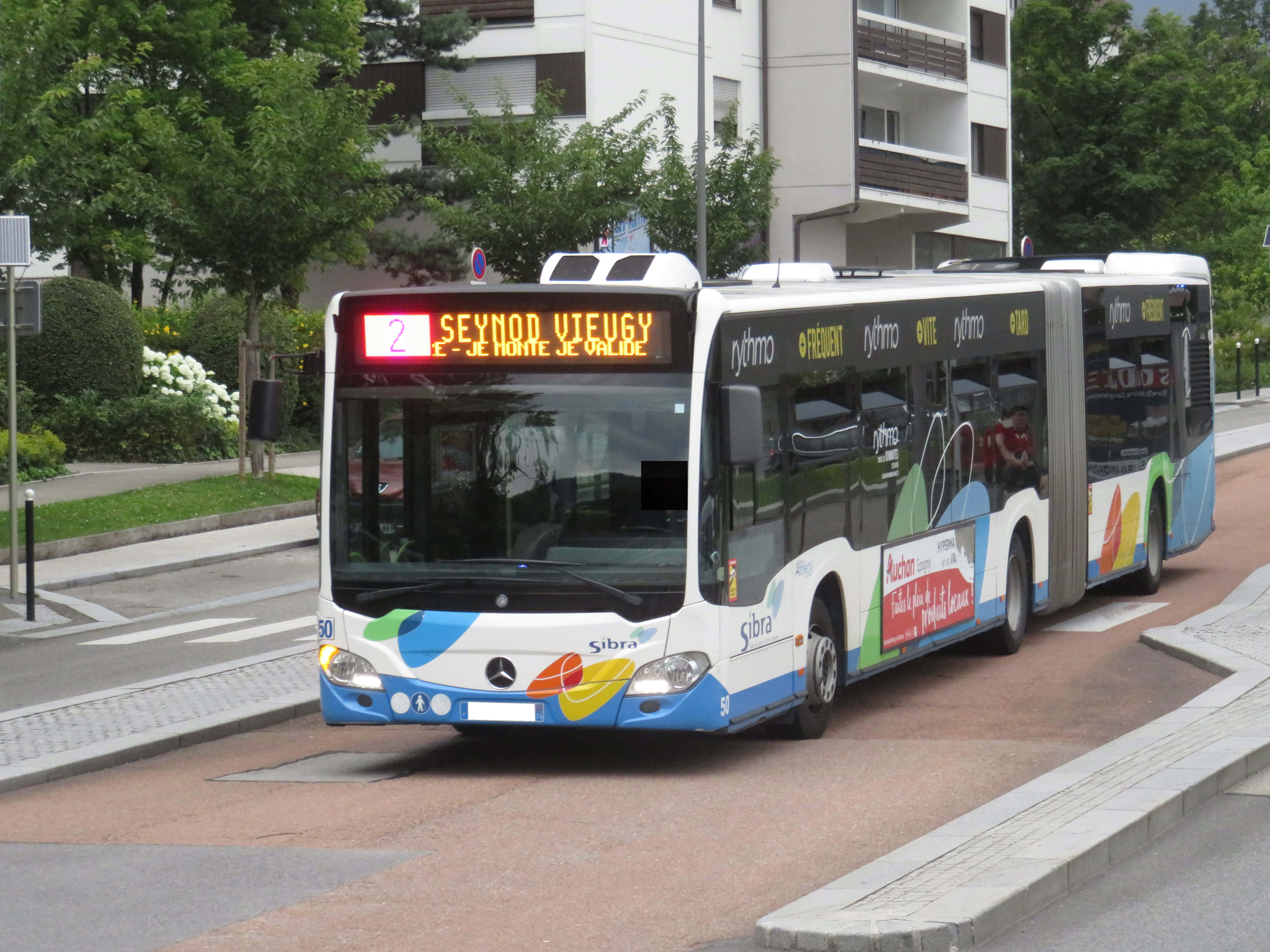
Un Mercedes-Benz Citaro G de la SIBRA sur la ligne 2 à Seynod en 2021. C'est sur l'axe de cette ligne que circulera le tramway.

### Contexte
Annecy n'a jamais été desservie par un tramway urbain même si une ligne interurbaine desservait l'est de la ville et Annecy-le-Vieux jusqu'à Thônes au début du XXe siècle.
Depuis l'après-guerre, la Haute-Savoie d'une manière générale et le bassin annécien en particulier connaissent un important développement économique, notamment industriel et touristique, avec l'urbanisation qui l'accompagne. Les différents villages et hameaux entourant Annecy se rejoignent rapidement et forment une nouvelle agglomération contrainte dans son développement par la présence du lac et de montagnes, notamment le Semnoz et le mont Veyrier. 2017 voit la naissance de la commune nouvelle d'Annecy, qui absorbe certaines communes environnantes, et une réorganisation des organismes de gestion de l'agglomération avec la création de la communauté d'agglomération du Grand Annecy.
Si les infrastructures routières accompagnent l'étalement urbain de l'agglomération, les politiques locales font le choix de transport en commun exclusivement routiers gérés depuis 1980 par la SIBRA. L'infrastructure routière n'arrivant pas à absorber la totalité du trafic, de nombreux bouchons congestionnent le réseau routier de l'agglomération, notamment dans le centre-ville, sur les bords du lac et sur les différentes rocades. Des propositions d'amélioration de l'offre de transport en commun, y compris par des projets de lignes de tramway et de tram-train, sont faites régulièrement pendant plusieurs décennies mais aucune solution ne remporte un soutien suffisant auprès des populations locales et des autorités compétentes pour se concrétiser ; seule l'arrivée en 2019 du Léman Express jusqu'à Annecy marque une avancée en ce sens mais sans qu'aucune nouvelle infrastructure ne voie le jour.

### Lancement du projet
Jean-Luc Rigaut, alors maire d'Annecy depuis 2007, commande début 2019 une étude pré-opérationnelle sur le tramway dans l'agglomération d'Annecy aux cabinets Systra et Gautier+Conquet qui est présentée publiquement le 5 mars 2021. L'étude permet de détacher cinq axes dont un s'avère très favorable à la réalisation d'un tramway, Annecy-Seynod, devant les axes vers Les Glaisins et Pringy. Ceux vers le Épagny et la rive ouest du lac sont bien moins favorables.
Lors d'une session du conseil communautaire du Grand Annecy le 18 novembre 2021, le projet d'une ligne de tramway et de lignes de bus à haut niveau de service (BHNS) est adopté à la majorité parmi les six scénarios proposés,. Cette décision, qui va dans le sens de la consultation populaire ayant réuni 66 % d'avis positifs en faveur de la solution du tramway, est saluée par le maire écologiste d'Annecy François Astorg. Ce vote du 18 novembre 2021 est cependant jugé irrecevable car la voix du maire de Charvonnex — qui avait choisi l'option BHNS, le scénario F — n'a pas été pris en compte ; le vote s'étant joué à une voix près — 45 voix pour le scénario E (BHNS / Tram) et 44 voix pour le scénario F (tout BHNS) —, un nouveau vote a lieu le 27 janvier 2022.
Le tramway sur l'axe Seynod-Pringy fera l'objet d'études préliminaires sur une période de 18 mois pour déterminer si cet axe doit être réalisé en tramway ou en BHNS tandis que l'axe Rive Ouest-Glaisins sera réalisé en premier sur un mode de BHNS et l'axe Annecy Centre-Épagny également en BHNS mais dans une phase ultérieure de développement du réseau de transport.

### Construction
Les différents aménagements vont demander plusieurs mois de travaux pour une mise en service qui n'est pas prévue avant plusieurs années.

## Ligne
Le projet prévoit le remplacement de l'actuelle ligne de bus 2 entre Périaz à Seynod et Pringy par une ligne de tramway,. Les axes Grand Epagny-Duingt et la gare d'Annecy-Les Glaisins à Annecy-le-Vieux également proposés pour être desservis par un tramway le seront par des lignes de bus à haut niveau de service,.
La ligne constituerait le nouvel axe structurant des transports en commun de l'agglomération. Orientée nord-sud, elle desservirait Pringy et sa gare, l'hôpital, la piscine et patinoire, le centre-ville d'Annecy et sa gare ainsi que le centre-ville de Seynod jusqu'au centre commercial de Cap Périaz ; des correspondances seraient ainsi possibles avec les lignes SNCF et le Léman Express en plus des lignes urbaines et régionales de bus et d'autocars.